# Dragon's Dream
『Dragon's Dream』(ドラゴンズドリーム）とは、セガと富士通によって共同運営されていた、複数プレイヤー参加型オンラインRPG(MORPG）。通称として「ドラドリ」「DD」など。
コンシューマゲーム機を主要プラットフォームとする、世界初のネットワークRPGであるとされている。当初はセガサターン用クライアントソフトのみがリリースされたが、後にWindows用クライアントも発表された。

## 歴史
- 1997年夏：β版開始
- 1997年12月20日：正式サービス開始[1]
- 1998年4月：接続料金値下げ（10円/分→6円/分）
- 1998年4月：Windows版クライアント配布開始
- 1999年10月1日：運営終了

## 概要
3Dダンジョン探索型RPGとしてゲームは進行する。
クライアントソフトを起動し、ニフティサーブのアクセスポイントにダイヤルアップすることでゲームにログインする（インターネット経由でのプレイは実装されていなかった）。使用可能なPCはニフティのログインID1つにつき1PCのみであり、ログイン後は自動的に自PCが町の入口に出現する。
「街」はPCの成長やアイテム売買等を行えるのと同時に、一般的なMORPGでの「ロビー」としての役割も持ち、チャット・掲示板・メール送受信といった参加者間のコミュニケーション補助としての機能も担っていた。
街中の各地に点在する「酒場（チャットルーム）」にてパーティを結成し、ダンジョンへの探索に向かう。ダンジョンは各パーティごとに生成され、冒険中に他のパーティと出会うことはない（ただし、パーティをダンジョン内で一時的に解散し、各PCが単独行動することによって突破できる課題も存在した）。なお、後日のアップデートにより複数のパーティが混在できるダンジョンも実装された。
ゲーム世界（サーバ）は単一であり、全ての参加者が同一のサーバ内でプレイを行っていた。これはプラットフォームが違っていても同様であり、例えばセガサターンを使用した参加者とWindows機を使用した参加者が同一のパーティを結成する等、異機種の参加者同士でプレイすることも可能であった。

## 世界観

### 各世界
大きく分けて、人族の世界「メッセリア」と、その平行世界である魔族の世界「タイゼリア」の2つの世界がある。
メッセリアの一部科学者が行っていた実験により時空に穴が生じ、タイゼリアから魔族の侵攻がはじまった、とされる。
メッセリア
次の4つの街が存在する。
・主にデュランを中心とする街「ミリアポリス」
・主にエンジェラを中心とする街「エンジェルパレス」
・主にドラゴニュートを中心とする街「ドラゴンスクエア」
・主にルーラを中心とする街「ルーナリア」
それぞれの街を起点に、別個のクエスト（ダンジョン）に進むことができた。
タイゼリア
魔族の世界ゆえ街はなく、前線としての砦やダンジョンが点在しているのみである。
（だが、何故か酒場のみ存在している）

### 種族
下記の各種族は、全てプレイヤーが自PCとして選択可能なものである。
デュラン
人間族。平均的な能力値。ミリアポリスに多い種族とされる。もともとメッセリアに住んでいた人間の姿がほぼそのまま受け継がれているが、年月を経てタイゼリアの種族との混血が若干進んでおり、祖先と比較して若干強靱な肉体になっているらしい。
エンジェラ
天使族。敏捷型。背に一対の大きな翼を持つ。エンジェルパレスに多い種族とされる。タイゼリアの大侵攻時に、天使系魔族との遺伝子操作で生まれた。なお、遺伝子操作で生まれた種の中でタイゼリアの血が最も色濃く出た種とされ、奇形が生まれやすい。翼が一対きちんと揃った形で生まれるのは稀である。
設定上では希少種とされるが、その能力値的に最も人気があり、実際はプレイヤー人口の多かった種族である。
ドラゴニュート
竜人族。筋力型。全身鱗に覆われ直立する緑竜。ドラゴンスクエアに多い種族とされる。タイゼリアの大侵攻時に、竜系魔族との遺伝子操作で生まれた。
ルーラ
スライム族。魔力型。他種族との交流の為人の姿を取っているらしい。ルーナリアに多い種族とされる。元はルーナリア地方の海底に街を持って住んでいたとされる、水棲の種族。
水棲種族であり、また深緑色の体色のため、プレイヤーからは「ワカメ」の通称で呼ばれた。
ルゴラン
巨人族。体力型。タイゼリアの大侵攻時に、巨人系魔族との遺伝子操作で生まれた。
エルフィン
妖精族。魔力型。耳が長く先端が尖っている。タイゼリアの大侵攻時に、妖精系魔族との遺伝子操作で生まれた。
ビースト
獣人族。敏捷型。男性は犬に、女性は猫に近い容姿を持つ。タイゼリアの大侵攻時に、獣系魔族との遺伝子操作で生まれた。
アレフ
精神体の種族。体力・精神力・魔力型。水色に発光する。能力値は全体的に高めだが、精神体であるが故ほとんどのアイテムが装備できない。 タイゼリアの大侵攻のどさくさに紛れメッセリアに住みついた元タイゼリアの魔族とされるが、そのルーツははっきりしていない。
発光生命体という特徴から、プレイヤー間ではその特徴にちなんだ品名の名で呼ばれることもあった。

## 運営形態
クライアントソフトCD-ROMは、セガより希望者へ無料で配布された。
しかしながらセガサターン本体には通信機能は付いておらず、プレイするためには別売のモデム(XBAND用モデム)とキーボードを別途購入する必要があった。
また、本ゲームはニフティサーブのアクセスポイントに接続して行われるため、参加に先立ってニフティサーブのアカウントIDを取得しておく必要があった（サターンモデムにはニフティサーブへのオンラインサインアップおよび接続クライアントソフトが同梱されていた）。

## 料金
- クライアントCD-ROM：無料
- データ管理料：1アカウントごとに500円/月（固定）
- プレイ料金：10円/分（後に6円/分に値下げ）

上記プレイ料金に加え、ニフティサーブのアカウント料金とアクセスポイントへのNTT電話料金が別途必要。

## 備考
コンシューマ機において初のオンラインRPGとして期待を持って迎えられた本作であるが、オンラインゲームそのものの認知度がまだ高くない時期であったことに加え、参加のためにはゲーム機本体のみならずモデムやキーボード等を別途購入する必要があり、そのハードルは高かった。また参加費においても、今日多くのオンラインゲームが採用している「月額固定料金制」や「基本プレイ無料（アイテム課金）」等の制度は導入されておらず、プレイ料金は従量課金のみであった。そのため熱心なプレイヤーほど負担額が増し、熱中していたプレイヤーの中には、月額プレイ料金と通信料の総額が10万円を超える例もあったという（「課金地獄」と揶揄され、そうした参加者の多くは短期間で退会していった）。
上記の理由により、参加者数は当初より伸び悩んでいた。後にプレイ料金の値下げや他機種(Windows)版の登場などにより若干の改善が試みられたものの、最後まで充分な収益を上げることは出来ず、わずか2年での運営終了となった。（一方で、総参加者数の少なさはプレイヤー間での密な連携・交流に繋がっていた面もある）
本作の運営より得られたノウハウは後のドリームキャストおよびファンタシースターオンラインに活かされることとなる。